# Arakain/Dymytry – Live 2016
Arakain/Dymytry – Live 2016 je koncertní album ze společného turné kapel Arakain a Dymytry z jara 2016 a bylo vydáno před podzimní částí turné. Album obsahuje čtyři skladby od každé kapely a jako bonus tři skladby společné, složené pro společná turné v letech 2014 a 2016. K nejnovější společné skladbě „Do stejný řeky“ složil hudbu Gorgy (Dymytry) a většinu textu dal dohromady Zdeněk Kub (Arakain) 

## Seznam skladeb
| Pořadí         | Název           | Autor           | Původní album  | Délka |
| -------------- | --------------- | --------------- | -------------- | ----- |
| 1.             | Plameňáci       | Dymytry         | Homodlak       | 4:21  |
| 2.             | Věrni zůstaneme | Dymytry         | Agronaut       | 3:49  |
| 3.             | Média           | Dymytry         | Neonarcis      | 3:46  |
| 4.             | Benzín          | Dymytry         | Neser!         | 4:22  |
| 5.             | Stroj           | Arakain         | Arakadabra     | 4:51  |
| 6.             | Arakadabra      | Arakain         | Arakadabra     | 4:13  |
| 7.             | Diesel          | Arakain         | Arakadabra     | 4:21  |
| 8.             | Hra s ohněm     | Arakain         | Arakadabra     | 4:21  |
| 9.             | Jedna krev      | Arakain/Dymytry |                | 3:56  |
| 10.            | Bouřlivá krev   | Arakain/Dymytry |                | 3:41  |
| 11.            | Do stejný řeky  | Arakain/Dymytry |                | 4:12  |
| Celková délka: | Celková délka:  | Celková délka:  | Celková délka: | 45:53 |

## Sestavy
Arakain
- Jan Toužimský (zpěv)
- Jiří Urban (kytara)
- Miroslav Mach (kytara)
- Zdeněk Kub (basová kytara)
- Lukáš „Doxa“ Doksanský (bicí)

Dymytry
- Jan „Protheus“ Macků (zpěv)
- Jiří „Dymo“ Urban (kytara)
- Jan „Gorgy“ Görgel (kytara)
- Artur „R2R“ Michajlov (basová kytara)
- Miloš „Mildor“ Meier (bicí)